# Myteen
MYTEEN (tiếng tiếng Hàn: 마이틴; viết tắt của M ake Y our Teen ager) là một nhóm nhạc nam Hàn Quốc được thành lập bởi The Music Works vào năm 2016 và ra mắt vào năm 2017 với việc phát hành vở kịch mở rộng đầu tiên của họ mang tên MYTEEN GO!. Vào thời điểm tan rã, nhóm gồm sáu thành viên: Chunjin, Eunsu, Kim Kookheon, Shin Junseop, Song Yuvin và Hanseul. Thành viên Lee Taevin rời khỏi nhóm vào ngày 30 tháng 12 năm 2018. MYTEEN tan rã vào ngày 21 tháng 8 năm 2019.

## Lịch sử

### Trước khi ra mắt
Thành viên Song Yuvin đã tham gia cuộc thi hát Superstar K6 vào năm 2014, anh ấy nằm ở trong TOP4. Sau đó, anh ấy đã gia nhập The Music Works  và ra mắt với tư cách là một nghệ sĩ với việc phát hành đĩa đơn "To The Bone Its You" kết hợp với Minhyuk của BTOB vào ngày 30 tháng 5 năm 2016. Cuối tháng đó, The Music Works cũng thông báo rằng Song Yuvin sẽ ra mắt với một nhóm nhạc nam sắp ra mắt vào nửa đầu năm 2017 có tên MYTEEN. Tên của nhóm là một từ ghép của chữ "TÔI" và "thiếu niên" có nghĩa là nhóm thần tượng rực rỡ và tươi sáng như thanh thiếu niên. The Music Works sau đó đã giới thiệu bảy thành viên: Lee Taevin, Chunjin, Eunsu, Kim Kookheon, Shin Junseop, Hanseul với Song Yuvin trong buổi hòa nhạc toàn quốc của Baek Ji-young Andante tại Busan vào ngày 27 tháng 8 với phần trình diễn "Amazing" (tiếng tiếng Hàn: 어마어마하게).
MYTEEN đã biểu diễn tại các trường trung học cơ sở và trung học được lựa chọn ở mỗi khu vực của Hàn Quốc như một phần của chuyến lưu diễn Follow MYTEEN giữa tháng 10 và tháng 11 năm 2016. Vào tháng 1 năm 2017, họ đã tổ chức cuộc họp fan quốc tế đầu tiên tại Hồng Kông  và có chương trình thực tế đầu tiên Trainee Escape Project - Myteen Go! (tiếng Hàn: 연습생 탈출 프로젝트 - 마이틴 GO!) được phát sóng trên MBC Music.

### 2017: Ra mắt vớiMYTEEN GO!vàMIXNINE
Nhóm đã ra mắt chính thức vào ngày 26 tháng 7 với việc phát hành EP đầu tiên của họ mang tên MYTEEN GO!. EP chứa bảy bài hát với ca khúc chủ đề "Amazing". Showcase đầu tiên của họ được tổ chức tại Hội trường nghệ thuật Ilchi cùng ngày với việc phát hành album. Họ đã có sân khấu chính thức đầu tiên trong chương trình âm nhạc M Countdown vào ngày hôm sau.
Vào tháng 10 năm 2017, Bốn thành viên (Chunjin, Eunsu, Kookheon và Junseop) đã tham gia chương trình MIXNINE, nơi chỉ có ba thành viên (Chunjin, Kookheon và Junseop) vượt qua buổi thử giọng và lọt vào Top 170. Chunjin và Junseop đã bị loại lần lượt trong tập 7 và 10  trong khi Kookheon lọt vào trận chung kết.

### 2018:F; UZZLE, ra mắt tại Nhật Bản và sự ra đi của Taevin
MYTEEN đã phát hành EP thứ hai của họ vào ngày 10 tháng 7 năm 2018, với tổng số bảy bài hát trong đó có đĩa đơn "She Bad". Họ cũng đã tổ chức buổi giới thiệu trở lại tại Hội trường nghệ thuật Ilchi cùng ngày với việc phát hành album.
MYTEEN đã ra mắt tại Nhật Bản với album đơn tiếng Nhật đầu tiên 'SHE BAD (phiên bản tiếng Nhật)' vào ngày 24 tháng 10 năm 2018.
Vào ngày 30 tháng 12 năm 2018. The Music Works chính thức xác nhận việc Taevin rời khỏi nhóm. Anh quyết định tập trung vào sự nghiệp diễn xuất của mình.

### 2019: Sản xuất X 101 Tham gia và tan rã
Kookheon và Yuvin đã tham gia với tư cách thí sinh trong Produce X 101. Vào ngày 15 tháng 3, họ là ứng cử viên cho trung tâm ca khúc chủ đề của Produce X 101 "X1-MA". Trong tập 11, Kookheon đã bị loại và không thể vào chung kết. Yuvin xếp thứ 17 trong tập 11, và tiến vào trận chung kết,nhưng dừng lại ở vị trí thứ 16. Vào ngày 21 tháng 8, thông báo trên Instagram của Eunsu rằng MYTEEN sẽ tan rã. The Music Works đã đưa ra thông báo trên trang web chính thức của họ về sự tan rã của nhóm sau hai năm hoạt động.

## Các thành viên

### Trước đây
- Lee Tae-vin (이태빈) [26]
- Chunjin 천진)
- Choi Eun-su (최 은수)
- Kim Kook-heon (김국헌) [A] [29]
- Shin Jun-seop (신준섭)
- Song Yu-vin (송유빈)
- Hanseul (한슬)

## Danh sách đĩa hát

### Extended plays
| Tiêu đề | Chi tiết album | Peak chart | Peak chart | Bán hàng                  |
| Tiêu đề | Chi tiết album | KOR </br>  | JPN </br>  | Bán hàng                  |
| ------- | --- | ---------- | ---------- | ------------------------- |
| Đi đi!  | - Phát hành: ngày 27 tháng 7 năm 2017 - Nhãn: The Music Works, Genie Music - Các định dạng: CD, tải xuống kỹ thuật số Track list 1. Amazing (어마어마하게) 2. Hyper (붕 떠) 3. You-reka (이 동네 왜 이래) 4. Take It Out (꺼내가) 5. Mr. Misery 6. 19.20 7. Day by Day (짜장면) | 17         | 77         | - KIẾM: 2.704 - JP: 1.387 |
| F;      | - Phát hành: ngày 10 tháng 7 năm 2018 - Nhãn: The Music Works, Genie Music - Các định dạng: CD, tải xuống kỹ thuật số Track list 1. Martian 2. Pretty in Pink 3. Over You (지난 봄) 4. SHE BAD 5. BBQ (At the Barbecue) 6. Beautiful Goodbye 7. Pretty (예뻐)                   | 15         | -          | - KOR: 5,531              |

### Đĩa đơn
| Tiêu đề                                                                                           | Năm  | Vị trí biểu đồ đỉnh | Album  |
| Tiêu đề                                                                                           | Năm  | KOR </br>           | Album  |
| ------------------------------------------------------------------------------------------------- | ---- | ------------------- | ------ |
| "Kinh ngạc"                                                                                       | 2017 | -                   | Đi đi! |
| "Cô ấy tệ"                                                                                        | 2018 | -                   | F;     |
| "-" biểu thị các bản phát hành không có biểu đồ hoặc không được phát hành </br> trong khu vực đó. |      |                     |        |

## Đóng phim

### Chương trình thực tế
| Năm       | Tiêu đề             | Mạng                                           | Lưu ý                           |
| --------- | ------------------- | ---------------------------------------------- | ------------------------------- |
| 2016-2018 | Chương trình Myteen | Diễn viên truyền hình Naver </br> Naver V-Live | 81 tập (tính đến ngày 18/07/10) |
| 2017      | Đi đi!              | Nhạc MBC                                       | 7 tập                           |

## Giải thưởng

### Korea Marketing Awards
2018: Tomorrow's Star Award